# Marcel Langer (Widerstandskämpfer)

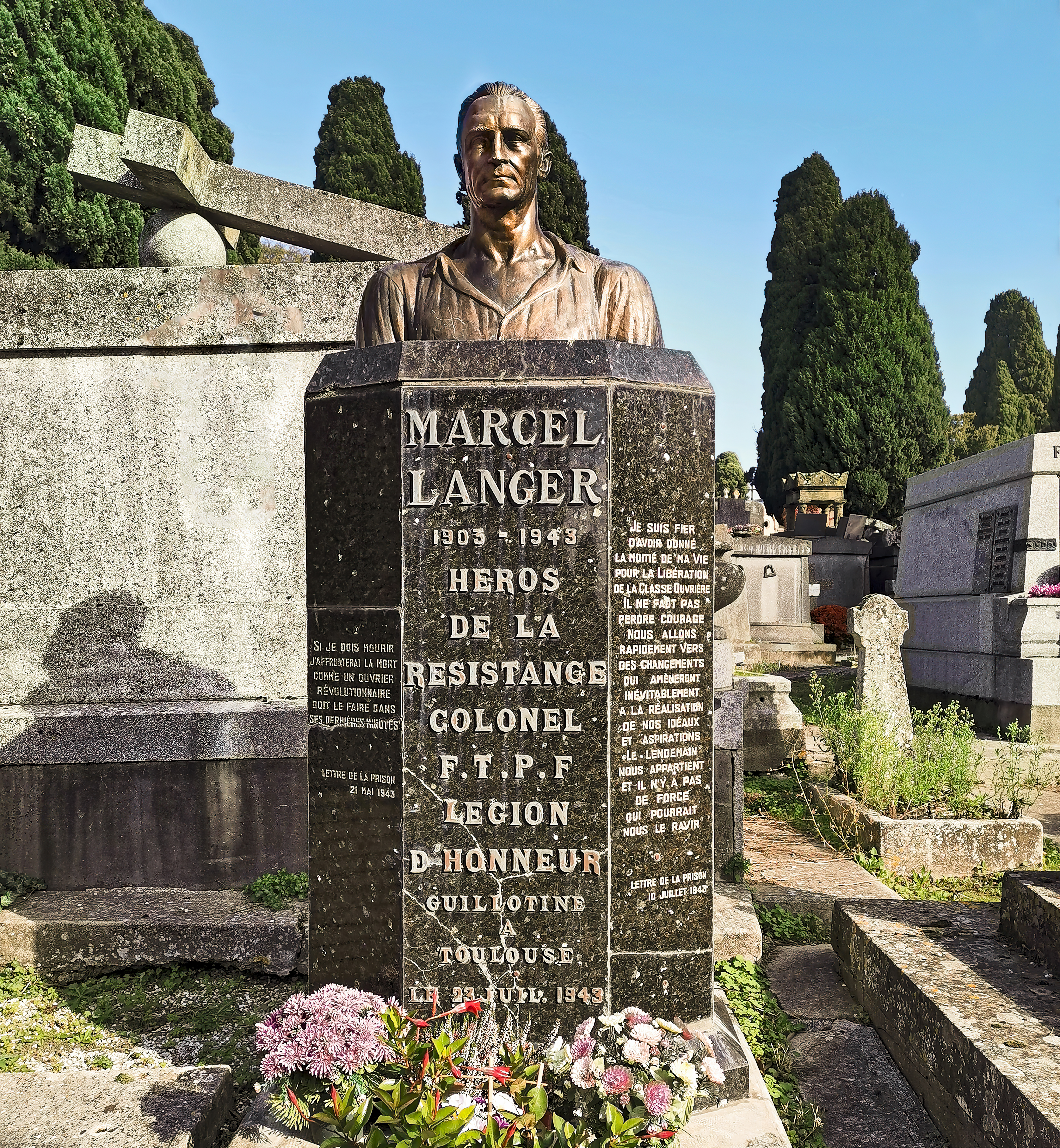
Monument für Marcel Langer auf dem Terre-Cabade-Friedhof in Toulouse

Marcel (Mendel) Langer (* 13. Mai 1903 in Szczucin (heute Polen, damals österreichisches Galizien); † 23. Juli 1943 im Gefängnis Saint-Michel in Toulouse (Frankreich)) war ein Kämpfer der Internationalen Brigaden, dann der Résistance in Toulouse.

## Biographie
Marcel Langer stammte aus einer jüdischen Arbeiterfamilie. Er wuchs in Tarnów auf. Der Vater war Mitglied im Bund, einer jüdisch-sozialistischen Partei. 1920 emigrierte die Familie Langer auf der Flucht vor antisemitischen Verfolgungen nach Palästina. Marcel Langer schloss sich der Palästinensischen Kommunistischen Partei an, während sein Bruder aktiver Zionist wurde. Von der britischen Besatzung gejagt und zeitweise inhaftiert, emigrierte Marcel Langer nach Frankreich, zog nach Paris und 1931 nach Toulouse, wo er als Friseur arbeitete. Als kommunistischer Aktivist der KPF trat er einer Sektion der M.O.I. bei, einer Organisation, die innerhalb der CGTU gegründet wurde, um ausländische Arbeitnehmer zu organisieren.
1936 ging er nach Spanien zu den Internationalen Brigaden, um dort gegen den Faschismus zu kämpfen. Er gehörte zuerst zur polnischen Brigade. Danach wurde er nach einem Lehrgang im Hauptquartier von Albacete einem Maschinengewehr-Zug zugewiesen, wo er zum Leutnant befördert wurde. Er heiratete eine Spanierin, Cecilia Molina.
Die Niederlage der spanischen Republikaner trennte ihn von seiner Frau und seiner kleinen Tochter Rosa. Interniert im Internierungslager Argelès-sur-Mer, dann im Gurs, entkam er und gelangte nach  Toulouse. Er wurde bei den Ateliers de construction mécanique du Midi eingestellt und nahm wieder Kontakt zu seinen ehemaligen Kameraden der MOI auf.
Nach der Besetzung der Südzone durch die deutsche Armee am 11. November 1942 verwandelte sich die M.O.I. in FTP-MOI (Scharfschützen und Partisanen der eingewanderten Arbeitskräfte), eine militärische Résistance-Abteilung. Etwa fünfzig junge kommunistische Widerstandskämpfer – meist Juden aus Mittel- und Osteuropa, italienische Antifaschisten, spanische Guerillakämpfer – verstärkten ihre Reihen. Marcel Langer wurde der erste Kommandant der 35. Brigade, die in der Region Toulouse operierten. Entwaffnung deutscher Soldaten, Sabotage an Wehrmachtszügen und -lastwagen, Angriffe auf Kasernen u. a. gehörten zu den Aktionen der Brigade.
Am 5. Februar 1943 wurde Marcel Langer am Bahnhof St. Agnes in Toulouse festgenommen. Bei den Vernehmungen wurde er auch gefoltert. Der Generalstaatsanwalt des Vichy-Regimes Pierre Lespinasse beantragte die Todesstrafe. Er hatte eine siebzigseitige Anklageschrift mit den Operationen der 35. Brigade vorgelegt.
Am 21. März 1943 wurde Langer zum Tode verurteilt und am 23. Juli 1943 im Gefängnis Saint Michel in Toulouse durch die Guillotine hingerichtet. Er ist auf dem Terre-Cabade-Friedhof von Toulouse beerdigt, der Toulouser Künstler Sylvestre Clerc hat das Grabmal gestaltet.

## Das Urteil und die Folgen
Pierre Lespinasse, Generalstaatsanwalt im Dienste des Vichy-Regimes, bestand auf der Notwendigkeit, diesen „vaterlandslosen Kommunisten“ zu bestrafen. „Sie sind Jude, Pole und Kommunist, drei Gründe für mich, Ihren Kopf zu fordern (Vous êtes juif, polonais et communiste… Voilà trois raisons pour que vous soyez exécuté).“, soll Lespinasse gesagt haben. Am 10. Oktober 1943 fiel der Generalstaatsanwalt einem Attentat der Résistance zum Opfer. Bis zur Befreiung hat kein Richter aus Toulouse mehr die Todesstrafe aus politischen Gründen verhängt.

## Hommages

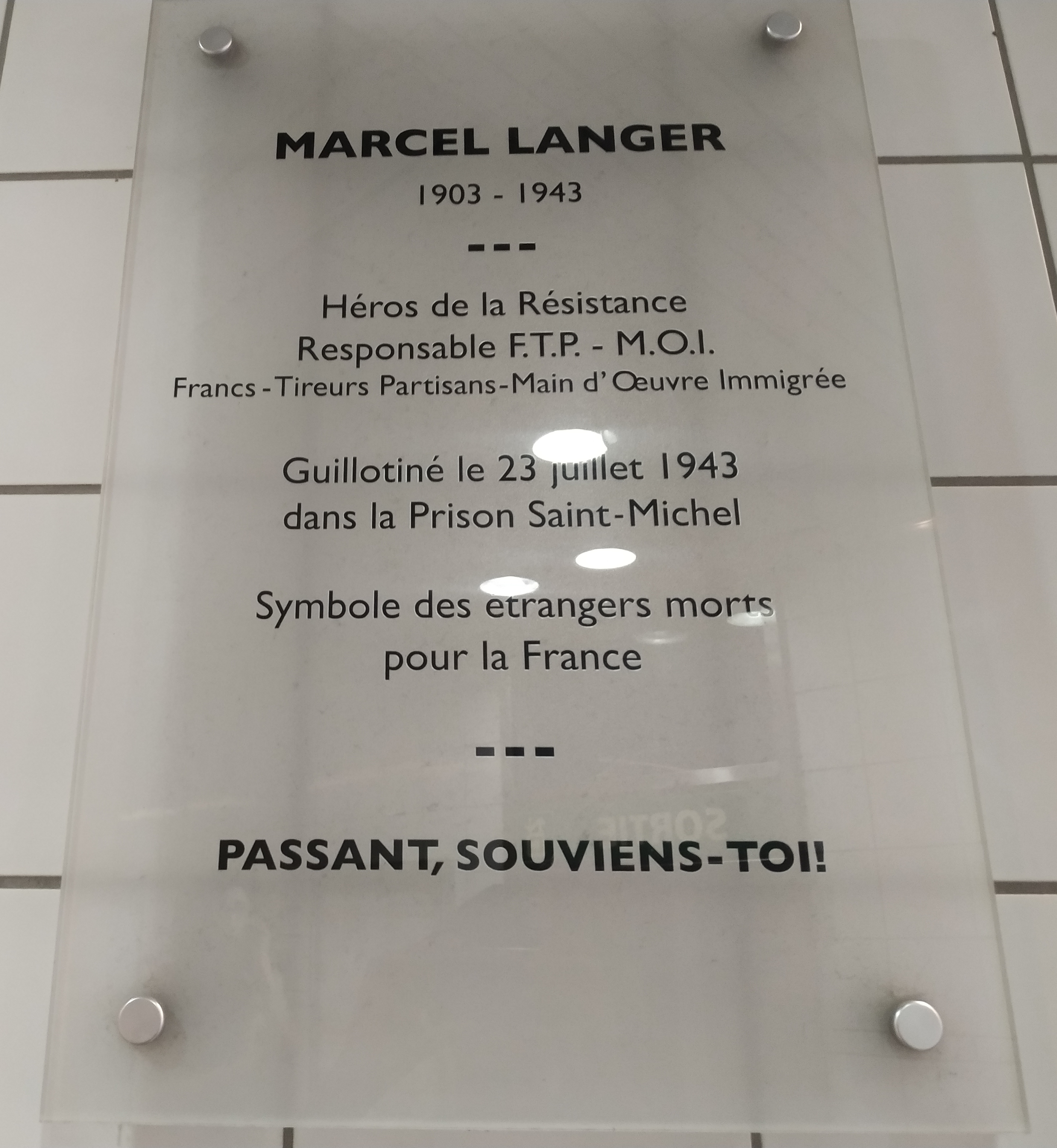
Erinnerungsschild in der Metro-Station Marcel Langer in Toulouse

- Erinnerungsschild in der Metro-Station Marcel Langer in ToulouseEine Straße und eine Metro-Station in Toulouse tragen seinen Namen.
- Der Orden Médaillé de la Résistance avec rosette[4] wurde ihm posthum am 7. März 1985[5] verliehen.
- Der Schriftsteller Marc Levy erzählte die Geschichte seines Vaters und der Mitglieder der 35. Brigade der Résistance im Buch Les Enfants de la liberté.

## Bibliografie
- Claude Lévy, Raymond Lévy, Une histoire vraie. Les éditeurs français réunis, Paris 1953
- Claude Lévy, Les parias de la résistance. Calmann-Lévy, Paris 1970
- Jean-Yves Boursier, La guerre de partisans dans le Sud-Ouest de la France, 1942-1944. La FTP-MOI. L’Harmattan, Paris 1992, ISBN 978-2-7384-1707-7
- Gérard de Verbizier, Ni travail, ni famille, ni patrie. Journal d’une brigade F.T.P.-M.O.I. Toulouse, 1942-1944, Calmann-Lévy, Paris 1994, ISBN 978-2-7021-2322-5
- Marc Brafman, « Les origines, les motivations, l’action et les destins des combattants juifs (parmi d’autres immigrés) de la 35. brigade FTP-MOI de Marcel Langer, Toulouse 1942-1944 », in Le Monde juif, Nr. 152, 9 décembre 1994, S. 79–95
- Damira Titonel-Asperti, Carmela Maltone, Écrire pour les autres – Mémoires d’une résistante – Les antifascistes italiens en Lot-et-Garonne sous l’occupation, Presses universitaires de Bordeaux, 1999, ISBN 2-86781-239-9
- Greg Lamazères, Marcel Langer, une vie de combats. 1903-1943. Juif, communiste, résistant... et guillotiné, Ed. Privat, Toulouse 2003, ISBN 978-2-7089-5698-8
- Henri Soum, Chronique des bords de Garonne, in: Le Vent des Fous. Signes du monde, 1994, ISBN 978-2-909635-09-5
- Marc Lévy, Les Enfants de la liberté. Éditions Robert Laffont, Paris 2007, ISBN 978-2-266-14853-5, deutsche Ausgabe: Kinder der Hoffnung. Random House, ISBN 978-3-641-21166-0
- Comité de quartier Saint-Michel-Toulouse (Hrsg.), Hommage à la 35. brigade FTP-MOI Marcel Langer. Juli 2008